# 克莱恩 (南卡罗来纳州)
克莱恩（英文：Kline），是美国南卡罗来纳州下属的一座城市。城市类型是“Town”。其面积大约为3.13平方英里（8.11平方公里）。根据2010年美国人口普查，该市有人口197人，人口密度约为每平方 英里62.92人（约合每平方公里24.29人）。